# 2598 Merlin
2598 Merlin је астероид главног астероидног појаса са средњом удаљеношћу од Сунца која износи 2,783 астрономских јединица (АЈ).
Апсолутна магнитуда астероида је 12,6.